# Eskidanişment, Orhaneli
Eskidanişment là một xã thuộc huyện Orhaneli, tỉnh Bursa, Thổ Nhĩ Kỳ. Dân số thời điểm năm 2011 là 176 người.